# Riedelbaach
Riedelbaach – mały ciek w środkowo-południowym Luksemburgu, w dystrykcie Luksemburg, w kantonie Capellen, na obszarze gmin Mamer i Kehlen. Stanowi naturalny fragment granicy między tymi dwiema jednostkami podziału administracyjnego.
Początek bierze na wschód od miejscowości Brameschhof. Uchodzi do rzeki Mamer, stanowiąc jej lewostronny dopływ, na wysokości ok. 257 m n.p.m. Ujście znajduje się na ok. 1,2 km na wschód od miejscowości Bridel. Riedelbaach płynie równoleżnikowo w kierunku wschodnim. Zlewnia cieku zajmuje powierzchnię ok. 3,1 km². Ma charakter rolniczo-leśny.
Przecina odcinek drogi CR100 o nazwie Rue de Mamer, łączący Mamer z Kopstal.
Doliną cieku przebiega fragment wędrownego szlaku turystycznego Kehlen.